# Geophis carinosus
Espèce
Statut de conservation UICN

 LC  : Préoccupation mineure
Geophis carinosus  est une espèce de serpents de la famille des Dipsadidae.

## Répartition
Cette espèce se rencontre :
- au Mexique dans les États du Yucatán, du Veracruz et du Chiapas ;
- au Guatemala dans les départements de Huehuetenango et du Quiché.

## Description
L'holotype de Geophis carinosus mesure 240 mm dont 55 mm pour la queue. Cette espèce a le dos brun bleuâtre et la face ventrale crème.

## Publication originale
- Stuart, 1941 : Some new snakes from Guatemala. University of Michigan Museum of Zoology, Occasional Papers, no 452, p. 1-7 (texte intégral).